# Mérey-sous-Montrond
Mérey-sous-Montrond era una comuna francesa que estaba situada en el departamento de Doubs, de la región de Borgoña-Franco Condado, que el 1 de enero de 2022 pasó a formar parte de la comuna nueva de Les Monts-Ronds.

## Historia
En 1822 absorbe la comuna de Granges-du-Liège.

## Demografía
| Gráfica de evolución demográfica de Mérey-sous-Montrond entre 1800 y 2018 |
|                                                                           |

Los datos demográficos contemplados en este gráfico de la comuna de Mérey-sous-Montrond se han cogido de 1800 a 1999 de la página francesa EHESS/Cassini, y los demás datos de la página del INSEE.